# Joop Voorn
Josephus Hermanus Maria (Joop) Voorn (Den Haag, 16 oktober 1932 – Tilburg, 11 juli 2021) was een Nederlands componist en muziekpedagoog.
Hij was zoon van Petronella Dymphna Maria den Boer en Adrianus Theodorus Voorn. Hijzelf was getrouwd met muziekdocente Marijke. Zoon Joris Voorn koos een heel andere richting: techno, vader en zoon konden elkaars muziek niet altijd waarderen. Andere zoon Jesse Voorn werd eveneens dj. Dochter Hadewych Voorn is sopraan/mezzosopraan, onder andere bij de Nederlandse Opera, ze was leerling van Frans Fiselier.
Zijn liefde voor de muziek begon als lid van het jongenskoor "Ex ore infantium"; hij moest zich daar verdiepen in Gergoriaanse muziek en polyfonie. Er volgden nog lessen in piano, orgel en harmonieleer bij Jean Claessens (1946-1951). Toch ging hij een andere richting studeren: theologie en filosofie. Hij studeerde van 1952 tot 1966 aan allerlei instellingen, bijvoorbeeld in Rome aan de Instituto Pontificio di Musica Sacra, docent Edgardo Carducci. Afstuderen in theologie deed hij echter gewoon aan de Radboud Universiteit te Nijmegen onder Edward Schillebeeckx (proefschrift Wet en evangelie). Hij begon toen de studies aan het Conservatorium van Tilburg bij docenten Jan van Dijk (compositieleer, muziektheorie) en Polo de Haas (piano). Ook daar maakte hij een scriptie, nu over Threni van Igor Stravinsky. Vanaf 1969 tot 1995 gaf hij er zelf les in muziekanalyse en contrapunt.
In eerste instantie schreef hij werken waarbinnen de dodecafonie een belangrijk aandeel had. Via zelfs proportionele notatie wijzigde zijn stijl naar traditionele notatie en atonaliteit richting de klassieke akkoorden en polyfonie, zoals hij in zijn jeugdjaren kende, aldus de Algemene muziek encyclopedie.
In later jaren was hij huiscomponist van het koor Cappella Gabrieli. Voorn was jarenlang lid van Nieuw Genootschap Nederlandse Componisten (Geneco); hij was erelid. Voorts had hij zich na zijn vertrek bij het conservatorium via de Gemeentelijke Academie voor Schone Kunsten Arendonk verdiept in schilderkunst (scriptie Heeft de vorm een inhoud?).

## Werkenlijst (tot de jaren tachtig)
- 1967: Cyclus voor orgel
- 1968: Ludi ed interludi (voor piano)
- 1969: Drie liederen op tekst van Lucebert (sopraan en piano)
- 1970: Strijkkwartet
- 1970: Drie liederen op tekst van Leo Vroman (bariton en piano)
- 1971: Trio Nakupenda (fluit, viool, altviool; opgedragen aan het Reger-trio bestaande uit Lucius Voorhorst (fluit), Dusan Karpisek (viool) en John Sekreve (altviool))
- 1972: Sucevita Chorals (blaasensemble)
- 1973: Immobile, muziek voor Toetankhamon (voor orkest)
- 1974: Three songs for the Lady Pan (gemengd koor)
- 1975: Van de twaalfjarige in de tempel (koor, tekst van W. Barnard)
- 1977: Speaking of Siva (regeringsopdracht)
- 1978: Divertimento (vier fluiten naar een overheidsopdracht)
- 1979: Printemps et automne (ook wel Primavera, voor koor)
- 1980: Songs of Enitharmon (koor, regeringsopdracht, teksten van William Blake)
- 1981: Symfonie voor blazers (voor orkest)
- 1982: Parceval et Blanchefleur (voor tenor en kamerorkest)
- 1983: Klarinetkwartet

- Gemeinsame Normdatei: 1017878560
- International Standard Name Identifier: 0000 0000 2012 2890
- Library of Congress Control Number: n79150277
- Nederlandse Thesaurus van Auteursnamen: 089862481
- Système universitaire de documentation: 224360965
- Virtual International Authority File: 2868903
- WorldCat: E39PBJrGrMCVpC67vYDWdjmjmd